# بريت ستافورد
بريت ستافورد (بالإنجليزية: Bret Stafford)‏ هو لاعب كرة قدم أمريكية أمريكي، ولد في 15 ديسمبر 1964 في أماريلو في الولايات المتحدة.

## روابط خارجية
- بريت ستافورد على موقع كلية كرة القدم في سبورتس رفرنس.كوم (الإنجليزية)